# 学校法人大阪信愛女学院
学校法人大阪信愛女学院（がっこうほうじんおおさかしんあいじょがくいん）は、大阪府大阪市城東区にある学校法人。フランスのモンフェルメイユに総本部を置き、兵庫県宝塚市に日本管区の本部修道院を置くカトリック修道会、ショファイユの幼きイエズス修道会が経営母体となる。

## 沿革
- 1859年：ショファイユの幼きイエズス修道会がフランスのショファイユで創立
- 1877年：ショファイユの幼きイエズス修道会の創立者レーヌ・アンティエ（英語版）が、ベルナール・タデ・プティジャン司教の要請に応えて４名のフランス人シスターを日本に派遣　来日したシスターたちは神戸で孤児養育を開始
- 1884年：川口外国人居留地2番（現・大阪市西区川口2丁目4）にて信愛女学校（通称：川口弐番館女学校）が開設　創設者:マリー・ジュスティヌ
- 1908年：高等女学校設置認可により、大阪信愛高等女学校設立　初代校長:マリー・ベルナルディヌ
- 1932年：大阪市旭区千林町（現・城東区古市2丁目）の現在地に新校舎が落成し移転
- 1941年：財団法人大阪信愛学園設置認可
- 1944年：大阪信愛高等女学校附属幼稚園開園
- 1947年：学制改革により、大阪信愛学園中学校開校
- 1948年：学制改革により、大阪信愛学園高等学校開校
- 1951年：学校法人大阪信愛女学院に組織変更し、幼稚園、中学校、高等学校の学校名称を大阪信愛女学院に改称
- 1952年：大阪信愛女学院小学校開校
- 1956年：大阪信愛女学院幼稚園教員養成所が開設
- 1959年：大阪信愛女学院短期大学設立 保育科開設　幼稚園から短期大学の総合学院に発展
- 1982年：大阪信愛女学院図書館開館
- 1984年：教育事業創設100周年記念行事を遂行
- 1995年：高等学校新校舎（8階建）落成
- 2001年：大阪信愛女学院短期大学 鶴見学舎開校
- 2004年：学院創立120周年記念 聖堂建立
- 2009年：学院創立125周年記念行事「信愛フェスティバル125」開催　大阪信愛女学院短期大学 看護学科開設
- 2014年：学院創立130年 大阪信愛保育園開園
- 2017年：小学校新校舎落成
- 2018年：保育園、幼稚園、小学校、中学校、高等学校、短期大学の学校名称を大阪信愛学院に改称（学校法人の名称に変更はない）　小学校が男女共学化
- 2022年：大阪信愛学院大学が男女共学の看護学部・教育学部の２学部で開学、中学校・高等学校で男女共学化がスタート
- 2024年：大阪信愛学院短期大学を閉校[1]

## 歴代理事長
- 村田初子
- 松永キク
- 縄田訷子
- 岩熊美奈子 - 現理事長

## 学院を構成する学校・園
- 大阪信愛学院大学
- 大阪信愛学院高等学校
- 大阪信愛学院中学校
- 大阪信愛学院小学校
- 大阪信愛学院幼稚園
- 大阪信愛学院保育園

和歌山信愛大学・和歌山信愛短期大学や久留米信愛中学校・高等学校、熊本信愛女学院中学校・高等学校は姉妹校である。

## 学院の取り組み

### 信愛グローバルコモンズ
- 国際教育の中核機関として、グローバル市民の育成を目標としたさまざまな自主活動・ プログラムを実施している。園児、児童、生徒、学生、保護者まで幅広く利用可能となっている。

### 夢未来高等学院　大阪信愛校
- 長崎県にある広域通信制高等学校「こころ未来高等学校（本部校）」に在籍する生徒が、遠方にいながらも3 年間で卒業ができるよう、単位修得・進級などの支援を行っている。

### 教育会
- 教育を支援する「教育会」という保護者の会が組織されている。学院の教育的環境の整備充実に努め、学院と家庭の連絡を密にし、相互の理解を深めて園児・児童・生徒・学生たちの幸福な成長発展に寄与することが目的である。

### 安全対策
- 門にガードマンが常駐し、登下校する子どもたちを見守り、訪問者には保護者証・入校証の提示・確認を徹底している。
- キャンパス各所に防犯カメラを設置して、24時間体制で機械警備している。
- 小学校・幼稚園では、近隣の主要駅および城東区・鶴見区・都島区・旭区・市外各エリアにスクールバスを運行している。
- 小学校では、登下校で下足室を通過した時刻を保護者にメールで通知している。
- 短期大学生が警察署の防犯啓蒙活動に協力している。
- 園児、児童、生徒、学生、教職員など1,200名以上が参加する「学院総合一斉避難訓練」を実施し、各校で年に数回、避難・防災訓練を実施している。

## 同窓会

### めぐみ会（短期大学）
卒業生は「大阪信愛学院短期大学同窓会めぐみ会」の会員となる。「めぐみ会」は、大阪信愛女学院幼稚園教員養成所および大阪信愛学院短期大学（大阪信愛女学院短期大学）の卒業生で構成する同窓会で、1962年（昭和37年）7月の総会にて結成された。会報の発行や総会・懇親会等の開催を中心に活動している。

### 愛友会（高等学校）
卒業生は「大阪信愛女学院愛友会」の会員となる。「愛友会」は1912年(明治45年) 3月に発足し、大阪信愛高等女学校卒業者および大阪信愛女学院高等学校の卒業生で構成する同窓会である。会報の発行や総会・懇親会等の開催を中心に活動している。

## 社会との関わり
- 2012年（平成24年）に「大阪市城東区役所と学校法人大阪信愛女学院との連携協力に関する協定書」の調印が行われ、健康で安心して心豊かに暮らせるまちづくりに取り組んでいる。
- 2021年（令和3年）に「大阪市中央区役所と学校法人大阪信愛女学院との連携協力に関する協定書」の調印が行われ、豊かな地域社会の形成と発展を図る取り組みを行っている。
- 2021年（令和3年）に「学校法人大阪信愛女学院とＦＣティアモ枚方との連携協定書」の締結が行われ、協定の一環として、大阪信愛学院大学は男子サッカー部を設置し、その運営の一部をFC ティアモ枚方に委託している。
- 2022年（令和4年）に「門真市と学校法人大阪信愛女学院との包括連携に関する協定書」の締結が行われ、子育てや福祉等、さまざまな分野の施策において、協働・共創によるまちづくりに協力している。
- 2022年（令和4年）に「交野市教育委員会と学校法人大阪信愛女学院との連携協力に関する協定書」の締結が行われ、教育活動の支援、教育現場体験の機会提供、教員との交流・研修、交野市が計画する小中一貫教育の共同研究などを計画している。
- 2022年（令和4年）に「大阪市鶴見区と学校法人大阪信愛女学院との連携協力に関する協定書」の締結が行われ、子育て支援、教育・人材育成、生涯学習・リカレント教育、健康・保健、福祉、地域コミュニティ・まちづくりの推進などの計画を構想している。

## 逸話
- 大浦天主堂での「隠れキリシタンの発見」（信徒発見）の歴史的瞬間に立ち会ったことで有名なベルナール・プティジャン司教は、ショファイユの幼きイエズス修道会の創立時期の1858年から1859年まで、フランス・ショファイユの修道院付司祭であった。その後も、ショファイユの幼きイエズス修道会の創立者レーヌ・アンティエ（英語版）と修道会との関わりを持ち続けた。